# Almanakberekenaar
Een almanakberekenaar is een astronoom en wiskundige die zowel de zonnestand (zoals tijdstip van zonsopgang), de maanstand (tijdstip/dag van volle maan) als ook de waterstand (tijdstip eb/vloed) berekent.
Hij geeft dit weer in jaarlijks verschijnende almanakken. De almanak was het meest gelezen boek in Nederland vanaf 1600 tot 2002 (de komst van de Harry Potterserie maakte hier een einde aan). Bekende almanakberekenaars waren Dirck Rembrantsz van Nierop, Jan Albertsz van Dam en Andreas van Luchtenburg.

## Betekenis
Zonne-, maan- en waterstanden zijn en waren van groot belang voor de internationale scheepvaart.
Nederland had vanaf het jaar 1500 tot 1750 de grootste scheepvaartvloot ter wereld. Veruit de meeste Nederlandse havenplaatsen waren echter tot omstreeks 1850 uitsluitend bij vloed bereikbaar.
Als bijvoorbeeld een schip met verse vis te laat voor de haven verscheen, moest het wegens de ingetreden eb vele uren voor anker blijven liggen. Hiermee werd zowel schip als lading geriskeerd. Daardoor is de Waddenzee samen met de vroegere Zuiderzee (tegenwoordig IJsselmeer) met vele duizenden scheepswrakken het grootste scheepskerkhof ter wereld.